# Yohann Thuram
Pour les articles homonymes, voir Thuram.
Yohann Thuram-Ulien, né le 31 octobre 1988 à Courcouronnes (Essonne), est un footballeur français international guadeloupéen. Il évolue au poste de gardien de but.

## Biographie

### AS Monaco
Formé à l’US Bourdon puis l'AS Monaco, il devient le 3e gardien du club dès la saison 2008-2009, derrière Flavio Roma et Stéphane Ruffier.
Il effectue sa première rentrée en cours de jeu, à la 37e minute le 29 novembre 2008 sur la pelouse de l'AJ Auxerre à la suite de la blessure de Flavio Roma. Il garde ses cages inviolées pendant toute la rencontre.
À la suite du départ de Flavio Roma au Milan AC à l'été 2009, il devient gardien numéro 2 de l'AS Monaco pour la saison 2009-2010.
En 2010-2011, l'ASM le prête sans option d'achat au Tours FC pour qu'il puisse obtenir du temps de jeu. Il commence la saison comme titulaire mais perd sa place en janvier 2011 en raison de ses performances médiocres.

### ES Troyes AC
Il fait donc son retour en Principauté au début de la saison 2011/2012 mais le 31 août 2011, il est libéré par l'ASM et s'engage pour deux saisons avec Troyes.
Il débute en tant que doublure d'Olivier Blondel et joue les matchs de CFA2. Il joue avec l'équipe première pour la première fois le 19 novembre 2011 en coupe de France pour une victoire 2-0. Il participe à son premier match de Ligue 2 sous les couleurs de l'ESTAC en remplaçant Olivier Blondel le 16 décembre 2011 lors du derby contre le Stade de Reims pour une victoire 1-0. Dès ce match, il est apprécié par le public troyen. Il termine la saison en tant que titulaire, participant à la montée de l'ESTAC en Ligue 1.
Mécontent de la relégation de l'ESTAC en Ligue 2, Yohann Thuram cherche à quitter le club.

### Standard de Liège
Le 30 juillet 2013, Yohann Thuram trouve un accord avec le club belge du Standard de Liège. Le transfert est assez long pour trouver un accord avec les deux clubs, mais l'ex portier de Troyes signe au club liégeois pour une durée de 4 ans. Il est alors la doublure du Japonais Eiji Kawashima. Le 13 janvier 2014, en manque de temps de jeu au Standard de Liège, il est prêté jusqu'à la fin de saison à Charlton en seconde division anglaise. Après son prêt à Charlton, il revient à Liège pour la saison 2014-2015 qu'il commence sur le banc avant de prendre la place de Kawashima à partir d'octobre 2014 jusqu'à la fin de la saison. La saison 2015-2016 est l'opposé de la saison précédente. Il est remplacé dans les buts liégeois à partir d'octobre 2015 par le jeune Guillaume Hubert puis par Víctor Valdés à la fin de janvier 2016.

### Le Havre AC
Libéré de sa dernière année de contrat par le Standard de Liège, il s'engage le 1er août 2016 avec Le Havre AC pour trois saisons. Lors de la saison 2018-2019, il est avec Alexandre Bonnet l'un des deux délégués syndicaux de l'UNFP au sein du Havre AC.

### Le Mans
Le 9 juillet 2019, il rejoint Le Mans, promu en Ligue 2,. Il commence la saison comme titulaire lors de la réception du RC Lens le 27 juillet (1re journée, défaite 1-2). Il perd sa place en septembre, disputant son dernier match de Ligue 2 dès la 8e journée et une défaite face à l'AC Ajaccio (2-4). Fin octobre, il souffre d’une luxation au doigt et est absent six semaines. À son retour, il ne retrouve pas sa place à la suite de l'éclosion de Pierre Patron.

### Amiens
Le 17 juillet 2020, il s'engage avec le Amiens SC pour y devenir la doublure de Régis Gurtner à la suite du départ de Matthieu Dreyer. Lors de la saison 2020-2021, il dispute cinq rencontres de Ligue 2 et deux de Coupe de France où Amiens est éliminé dès le troisième tour. La saison suivante, il ne participe qu'à une seule rencontre de Ligue 2, remplaçant Gurtner pour la seconde mi-temps face à Valenciennes (31e journée, victoire 0-2). Son équipe réalise un meilleur parcours en Coupe de France, étant éliminé en quarts de finale par l'AS Monaco (défaite 2-0), ce qui lui permet de disputer six rencontres dans cette compétition.
Au terme de ses deux années de contrat, il n'est pas conservé par Amiens.

### En sélection
Il est gardien de la sélection française des moins de 21 ans de futsal lors des éliminatoires d'avril 2008 en vue du championnat d'Europe de futsal des moins de 21 ans. Après plusieurs autres apparitions convaincantes avec Monaco à la suite de blessures de Ruffier et Roma, Thuram-Ulien est appelé en équipe de France espoirs pour une revue d'effectif.
Pour la préparation à la Gold Cup 2009, il est appelé en équipe de Guadeloupe de football pour jouer un match amical.
Il fait ses débuts en espoirs le 27 mars 2009, en match amical contre l'Estonie espoirs, à Bourges et n'encaisse aucun but (victoire 3-0).

## Statistiques
| Saison                | Club                     | Championnat           | Championnat | Championnat | Coupe nationale | Coupe nationale | Coupe de la Ligue | Coupe de la Ligue | Compétition(s) continentale(s) | Compétition(s) continentale(s) | Compétition(s) continentale(s) | Total | Total |
| Saison                | Club                     | Division              | M.          | B.          | M.              | B.              | M.                | B.                | Comp.                          | M.                             | B.                             | M.    | B.    |
| 2008-2009             | AS Monaco                | Ligue 1               | 3           | 0           | -               | -               | -                 | -                 | -                              | -                              | -                              | 3     | 0     |
| 2009-2010             | AS Monaco                | Ligue 1               | 1           | 0           | -               | -               | -                 | -                 | -                              | -                              | -                              | 1     | 0     |
| Sous-total            | Sous-total               | Sous-total            | 4           | 0           | -               | -               | -                 | -                 | -                              | -                              | -                              | 4     | 0     |
| 2010-2011             | Tours FC (prêt)          | Ligue 2               | 20          | 0           | -               | -               | -                 | -                 | -                              | -                              | -                              | 20    | 0     |
| 2011-2012             | ES Troyes AC             | Ligue 2               | 21          | 0           | 4               | 0               | -                 | -                 | -                              | -                              | -                              | 25    | 0     |
| 2012-2013             | ES Troyes AC             | Ligue 1               | 38          | 0           | 1               | 0               | 3                 | 0                 | -                              | -                              | -                              | 42    | 0     |
| Sous-total            | Sous-total               | Sous-total            | 59          | 0           | 5               | 0               | 3                 | 0                 | -                              | -                              | -                              | 67    | 0     |
| 2013-2014             | Standard de Liège        | Jupiler Pro League    | 3           | 0           | 1               | 0               | -                 | -                 | C3                             | 3                              | 0                              | 7     | 0     |
| 0000-2014             | Charlton Athletic (prêt) | Championship          | 4           | 0           | -               | -               | -                 | -                 | -                              | -                              | -                              | 4     | 0     |
| 2014-2015             | Standard de Liège        | Jupiler Pro League    | 19+10       | 0           | 1               | 0               | -                 | -                 | C1+C3                          | 0+3                            | 0                              | 33    | 0     |
| 2015-2016             | Standard de Liège        | Jupiler Pro League    | 11+1        | 0           | -               | -               | -                 | -                 | C3                             | 4                              | 0                              | 16    | 0     |
| Sous-total            | Sous-total               | Sous-total            | 41          | 0           | 1               | 0               | -                 | -                 | -                              | 7                              | 0                              | 49    | 0     |
| 2016-2017             | Le Havre AC              | Ligue 2               | 9           | 0           | 3               | 0               | -                 | -                 | -                              | -                              | -                              | 12    | 0     |
| 2017-2018             | Le Havre AC              | Ligue 2               | 28          | 0           | 3               | 0               | 2                 | 0                 | -                              | -                              | -                              | 33    | 0     |
| 2018-2019             | Le Havre AC              | Ligue 2               | 30          | 0           | -               | -               | -                 | -                 | -                              | -                              | -                              | 30    | 0     |
| Sous-total            | Sous-total               | Sous-total            | 57          | 0           | 6               | 0               | 2                 | 0                 | -                              | -                              | -                              | 65    | 0     |
| 2019-2020             | Le Mans FC               | Ligue 2               | 8           | 0           | 0               | 0               | 1                 | 0                 | -                              | 0                              | -                              | 9     | 0     |
| Total sur la carrière | Total sur la carrière    | Total sur la carrière | 173         | 0           | 13              | 0               | 1                 | 0                 | -                              | 10                             | 0                              | 197   | 0     |

## Palmarès
- Standard de Liège

- - Coupe de Belgique de football 2016-2017

- - Deuxième place : Jupiler Pro League (2014)
- AS Monaco (équipe b)
  - Championnat de France de football de National 3 (2010)[15]

## Vie personnelle
Il est le neveu de l'ancien international français Lilian Thuramet le cousin de Marcus Thuram et de Khéphren Thuram tous deux internationals français.